# AJ Auxerre
Az Association de la Jeunesse Auxerroise, ismertebb nevén AJ Auxerre egy 1905-ben alapított francia labdarúgóklub Auxerre-ben. Stadionjuk a Stade l’Abbé-Deschamps a Yonne folyó partján áll, 23 467 férőhelyes.
A csapat több szezonban is szerepelt a Bajnokok ligája csoportkörében (1996-1997, 2002-2003, 2010-2011).
A 2011-2012-es idényben az élvonalbeli bajnokság utolsó helyén zárt a klub, így kiestek a másodosztályba.

## Sikerei
- Ligue 1 bajnok: 1995-96
- Ligue 2 bajnok: 1979-80
- Francia Kupa: 1993-94, 1995-96, 2002-03, 2004-05
  - Döntős: 1978-79
- UEFA-kupa:
  - Elődöntős: 1992-93
- UEFA Intertotó-kupa győztes:1997, 2006
  - Döntős: 2000

## Játékosok

### Jelenlegi keret
2024. július 11-i állapot szerint.|
| #  |     | Poszt | Név                                                |
| -- | --- | ----- | -------------------------------------------------- |
| 3  | NGA | V     | Gabriel Osho                                       |
| 4  | BRA | V     | Jubal ()                                           |
| 5  | FRA | V     | Théo Pellenard                                     |
| 6  | MAR | V     | Szaad Agouzoul                                     |
| 7  | FRA | CS    | Gauthier Hein                                      |
| 8  | FRA | KP    | Nathan Buayi-Kiala (kölcsönben a Parma csapatától) |
| 9  | CAN | CS    | Theo Bair                                          |
| 10 | FRA | CS    | Gaëtan Perrin                                      |
| 11 | NED | CS    | Eros Maddy                                         |
| 13 | CIV | V     | Clément Akpa                                       |
| 14 | GHA | V     | Gideon Mensah                                      |
| 16 | GUF | K     | Donovan Léon                                       |
| 17 | MLI | CS    | Lassine Sinayoko                                   |
| 18 | SEN | KP    | Assane Dioussé                                     |

| #  |     | Poszt | Név                                             |
| -- | --- | ----- | ----------------------------------------------- |
| 19 | FRA | CS    | Florian Ayé                                     |
| 21 | CIV | KP    | Lasso Coulibaly                                 |
| 22 | FRA | CS    | Tidiane Diawara                                 |
| 24 | FRA | V     | Ange-Loïc N'Gatta                               |
| 26 | FRA | V     | Paul Joly                                       |
| 30 | MAD | K     | Sonny Laiton                                    |
| 35 | FRA | KP    | Kévin Danois                                    |
| 37 | FRA | K     | Raphaël Adicéam                                 |
| 40 | FRA | K     | Théo De Percin                                  |
| 42 | GHA | KP    | Elisha Owusu                                    |
| 45 | JPN | CS    | Ado Onaiwu                                      |
| 75 | SEN | CS    | Issa Soumaré (kölcsönben a Le Havre csapatától) |
| 97 | MAD | KP    | Rayan Raveloson                                 |

### Jelentős játékosok
| Franciaország - Anthony Basso - Joel Bats - Laurent Blanc - Basile Boli - Jean-Alain Boumsong - Eric Cantona - Lionel Charbonnier - Christophe Cocard - Fabien Cool - Benoit Cheyrou - Djibril Cissé - Abou Diaby - Bernard Diomède - Daniel Dutuel - Jean-Marc Ferreri - Alain Goma - Stéphane Guivarc’h - Younes Kaboul - Olivier Kapo - Yann Lachuer - Sabri Lamouchi - Lilian Laslandes - Bruno Martini - Corentin Martins - Philippe Mexès - Alain Roche - William Prunier - Bacary Sagna - Antoine Sibierski - Philippe Violeau Algéria - Moussa Saib - Abdelhafid Tasfaout | Magyarország - Kovács Kálmán Belgium - Enzo Scifo - Luigi Pieroni Chile - Pedro Reyes Elefántcsontpart - Bonaventure Kalou - Kanga Akale Kolumbia - Henry Valderrama Horvátország - Marko Mlinarić Csehország - Rene Bolf Finnország - Teemu Tainio Hollandia - Frank Verlaat Mali - Momo Sissoko Nigéria - Taribo West Lengyelország - Paweł Janas - Andrzej Szarmach - Tomasz Klos - Josef Klose Szenegál - Khalilou Fadiga - Amdy Faye - Moussa N’Diaye Zimbabwe - Benjani Mwaruwari |

## Edzők
- Pierre Grosjean :1946-1947
- J. Pastel :1947-1948
- Jacques Boulard : 1948-1950
- Georges Hatz : 1950-1952
- Marc Olivier : 1952-1953
- M. Pignault: 1953-1955
- Pierre Meunier : 1955-1956
- Jacques Boulard : 1956-1958
- J. Helmann: 1958-1959
- Christian Di Orio : 1959-1961
- Guy Roux : 1961-1962
- Jacques Chevalier: 1962-1964
- Guy Roux : 1964-2000
- Daniel Rolland : 2000-2001
- Guy Roux : 2001-2005
- Jacques Santini : 2005-2006
- Jean Fernandez : 2006-2011
- Laurent Fournier : 2011-2012
- Jean-Guy Wallemme : 2012
- Bernard Casoni : 2012-2014
- Jean-Luc Vannuchi : 2014-2016
- Viorel Moldovan : 2016
- Cédric Daury : 2016-17
- Francis Gillot : 2017
- Pablo Correa : 2018-19
- Cédric Daury : 2019
- Jean-Marc Furlan : 2019-2022
- Christophe Pélissier : 2022-